# Fußball-Weltmeisterschaft 1986/Gruppe E
| Pl. | Land           | Sp. | S | U | N | Tore    | Diff. | Punkte |
| --- | -------------- | --- | - | - | - | ------- | ----- | ------ |
| 1.  | Dänemark       | 3   | 3 | 0 | 0 | 009:100 | +8    | 06:0   |
| 2.  | BR Deutschland | 3   | 1 | 1 | 1 | 003:400 | −1    | 03:30  |
| 3.  | Uruguay        | 3   | 0 | 2 | 1 | 002:700 | −5    | 02:40  |
| 4.  | Schottland     | 3   | 0 | 1 | 2 | 001:300 | −2    | 01:50  |

Gruppe E der Fußball-Weltmeisterschaft 1986:

## BR Deutschland – Uruguay 1:1 (0:1)
| BR Deutschland                                                            | BR Deutschland | Uruguay | Uruguay |
| ------------------------------------------------------------------------- | --- | --- | ------- |
| BR Deutschland                                                            | \| 1. Spieltag \| \| Mittwoch, 4. Juni 1986 um 12:00 Uhr in Querétaro (Estadio La Corregidora) \| \| Zuschauer: 30.500 \| \| Schiedsrichter: Vojtěch Christov ( Tschechoslowakei) \| \| Spielbericht \|                                                                | \| 1. Spieltag \| \| Mittwoch, 4. Juni 1986 um 12:00 Uhr in Querétaro (Estadio La Corregidora) \| \| Zuschauer: 30.500 \| \| Schiedsrichter: Vojtěch Christov ( Tschechoslowakei) \| \| Spielbericht \|                                                 | Uruguay |
| BR Deutschland                                                            | Toni Schumacher – Klaus Augenthaler – Thomas Berthold, Karlheinz Förster – Lothar Matthäus (71. Karl-Heinz Rummenigge), Norbert Eder, Felix Magath, Hans-Peter Briegel, Andreas Brehme (46. Pierre Littbarski) – Rudi Völler, Klaus Allofs Teamchef: Franz Beckenbauer | Fernando Álvez – Eduardo Acevedo – Víctor Diogo, Nelson Gutiérrez, José Batista – Jorge Barrios (56. Mario Saralegui), Miguel Bossio, Sergio Santín, Enzo Francescoli – Antonio Alzamendi (80. Venancio Ramos), Jorge da Silva Cheftrainer: Omar Borrás | Uruguay |
| BR Deutschland                                                            | 1:1 Allofs (84.) | 0:1 Alzamendi (4.) | Uruguay |
| BR Deutschland                                                            | Diogo (28.), Saralegui (82.) | | Uruguay |
| 1. Spieltag                                                               | | |         |
| Mittwoch, 4. Juni 1986 um 12:00 Uhr in Querétaro (Estadio La Corregidora) | | |         |
| Zuschauer: 30.500                                                         | | |         |
| Schiedsrichter: Vojtěch Christov ( Tschechoslowakei)                      | | |         |
| Spielbericht                                                              | | |         |

## Schottland – Dänemark 0:1 (0:0)
| Schottland                                                              | Schottland | Dänemark | Dänemark |
| ----------------------------------------------------------------------- | --- | --- | -------- |
| Schottland                                                              | \| 1. Spieltag \| \| Mittwoch, 4. Juni 1986 um 16:00 Uhr in Nezahualcóyotl (Estadio Neza 86) \| \| Zuschauer: 18.000 \| \| Schiedsrichter: Lajos Németh ( Ungarn) \| \| Spielbericht \|                                                      | \| 1. Spieltag \| \| Mittwoch, 4. Juni 1986 um 16:00 Uhr in Nezahualcóyotl (Estadio Neza 86) \| \| Zuschauer: 18.000 \| \| Schiedsrichter: Lajos Németh ( Ungarn) \| \| Spielbericht \|                                                                            | Dänemark |
| Schottland                                                              | Jim Leighton – Richard Gough, Willie Miller, Alex McLeish, Maurice Malpas – Gordon Strachan (74. Eamonn Bannon), Graeme Souness , Roy Aitken, Steve Nicol – Paul Sturrock (61. Frank McAvennie), Charlie Nicholas Cheftrainer: Alex Ferguson | Troels Rasmussen – Morten Olsen – Søren Busk, Ivan Nielsen – Jens Jørn Bertelsen, Klaus Berggreen, Søren Lerby, Frank Arnesen (74. John Sivebæk), Jesper Olsen (80. Jan Mølby) – Preben Elkjær Larsen, Michael Laudrup Cheftrainer: Sepp Piontek ( BR Deutschland) | Dänemark |
| Schottland                                                              | 0:1 Elkjær Larsen (57.) | | Dänemark |
| Schottland                                                              | Berggreen (84.) | | Dänemark |
| 1. Spieltag                                                             | | |          |
| Mittwoch, 4. Juni 1986 um 16:00 Uhr in Nezahualcóyotl (Estadio Neza 86) | | |          |
| Zuschauer: 18.000                                                       | | |          |
| Schiedsrichter: Lajos Németh ( Ungarn)                                  | | |          |
| Spielbericht                                                            | | |          |

## BR Deutschland – Schottland 2:1 (1:1)
| BR Deutschland                                                           | BR Deutschland | Schottland | Schottland |
| ------------------------------------------------------------------------ | --- | --- | ---------- |
| BR Deutschland                                                           | \| 2. Spieltag \| \| Sonntag, 8. Juni 1986 um 12:00 Uhr in Querétaro (Estadio La Corregidora) \| \| Zuschauer: 30.000 \| \| Schiedsrichter: Ioan Igna ( Rumänien) \| \| Spielbericht \|                                                                               | \| 2. Spieltag \| \| Sonntag, 8. Juni 1986 um 12:00 Uhr in Querétaro (Estadio La Corregidora) \| \| Zuschauer: 30.000 \| \| Schiedsrichter: Ioan Igna ( Rumänien) \| \| Spielbericht \|                                                   | Schottland |
| BR Deutschland                                                           | Toni Schumacher – Klaus Augenthaler – Thomas Berthold, Karlheinz Förster, Hans-Peter Briegel (63. Ditmar Jakobs) – Lothar Matthäus, Norbert Eder, Felix Magath, Pierre Littbarski (76. Karl-Heinz Rummenigge) – Rudi Völler, Klaus Allofs Teamchef: Franz Beckenbauer | Jim Leighton – Richard Gough, Willie Miller, David Narey, Maurice Malpas – Gordon Strachan, Graeme Souness , Roy Aitken, Steve Nicol (60. Frank McAvennie) – Steve Archibald, Eamonn Bannon (74. Davie Cooper) Cheftrainer: Alex Ferguson | Schottland |
| BR Deutschland                                                           | 1:1 Völler (22.) 2:1 Allofs (50.) | 0:1 Strachan (18.) | Schottland |
| BR Deutschland                                                           | Archibald (30.), Bannon (44.), Malpas (74.) | | Schottland |
| 2. Spieltag                                                              | | |            |
| Sonntag, 8. Juni 1986 um 12:00 Uhr in Querétaro (Estadio La Corregidora) | | |            |
| Zuschauer: 30.000                                                        | | |            |
| Schiedsrichter: Ioan Igna ( Rumänien)                                    | | |            |
| Spielbericht                                                             | | |            |

## Uruguay – Dänemark 1:6 (1:2)
| Uruguay                                                                | Uruguay | Dänemark | Dänemark |
| ---------------------------------------------------------------------- | --- | --- | -------- |
| Uruguay                                                                | \| 2. Spieltag \| \| Sonntag, 8. Juni 1986 um 16:00 Uhr in Nezahualcóyotl (Estadio Neza 86) \| \| Zuschauer: 26.500 \| \| Schiedsrichter: Antonio Márquez Ramírez ( Mexiko) \| \| Spielbericht \|                                                           | \| 2. Spieltag \| \| Sonntag, 8. Juni 1986 um 16:00 Uhr in Nezahualcóyotl (Estadio Neza 86) \| \| Zuschauer: 26.500 \| \| Schiedsrichter: Antonio Márquez Ramírez ( Mexiko) \| \| Spielbericht \|                                                                     | Dänemark |
| Uruguay                                                                | Fernando Álvez – Eduardo Acevedo – Víctor Diogo, Nelson Gutiérrez, José Batista – Mario Saralegui, Sergio Santín (57. Venancio Ramos), Miguel Bossio, Enzo Francescoli – Antonio Alzamendi (57. José Luis Zalazar), Jorge da Silva Cheftrainer: Omar Borrás | Troels Rasmussen – Morten Olsen – Søren Busk, Ivan Nielsen – Jens Jørn Bertelsen (57. Jan Mølby), Klaus Berggreen, Søren Lerby, Frank Arnesen, Henrik Andersen – Preben Elkjær Larsen, Michael Laudrup (81. Jesper Olsen) Cheftrainer: Sepp Piontek ( BR Deutschland) | Dänemark |
| Uruguay                                                                | 1:2 Francescoli (45., Foulelfmeter) | 0:1 Elkjær Larsen (11.) 0:2 Lerby (41.) 1:3 Laudrup (52.) 1:4 Elkjær Larsen (67.) 1:5 Elkjær Larsen (80.) 1:6 J. Olsen (88.) | Dänemark |
| Uruguay                                                                | Bossio (13.), da Silva (35.) | I. Nielsen (7.) | Dänemark |
| Uruguay                                                                | Bossio (19.) | | Dänemark |
| 2. Spieltag                                                            | | |          |
| Sonntag, 8. Juni 1986 um 16:00 Uhr in Nezahualcóyotl (Estadio Neza 86) | | |          |
| Zuschauer: 26.500                                                      | | |          |
| Schiedsrichter: Antonio Márquez Ramírez ( Mexiko)                      | | |          |
| Spielbericht                                                           | | |          |

## BR Deutschland – Dänemark 0:2 (0:1)
| BR Deutschland                                                            | BR Deutschland | Dänemark | Dänemark |
| ------------------------------------------------------------------------- | --- | --- | -------- |
| BR Deutschland                                                            | \| 3. Spieltag \| \| Freitag, 13. Juni 1986 um 12:00 Uhr in Querétaro (Estadio La Corregidora) \| \| Zuschauer: 36.000 \| \| Schiedsrichter: Alexis Ponnet ( Belgien) \| \| Spielbericht \|                                                                       | \| 3. Spieltag \| \| Freitag, 13. Juni 1986 um 12:00 Uhr in Querétaro (Estadio La Corregidora) \| \| Zuschauer: 36.000 \| \| Schiedsrichter: Alexis Ponnet ( Belgien) \| \| Spielbericht \|                                                            | Dänemark |
| BR Deutschland                                                            | Toni Schumacher – Ditmar Jakobs – Thomas Berthold, Karlheinz Förster (71. Karl-Heinz Rummenigge), Andreas Brehme – Lothar Matthäus, Matthias Herget, Norbert Eder, Wolfgang Rolff (46. Pierre Littbarski) – Rudi Völler, Klaus Allofs Teamchef: Franz Beckenbauer | Lars Høgh – Morten Olsen – John Sivebæk, Søren Busk, Henrik Andersen – Frank Arnesen, Jan Mølby, Søren Lerby, Jesper Olsen (71. Allan Simonsen) – Preben Elkjær Larsen (45. John Eriksen), Michael Laudrup Cheftrainer: Sepp Piontek ( BR Deutschland) | Dänemark |
| BR Deutschland                                                            | 0:1 J. Olsen (43., Foulelfmeter) 0:2 Eriksen (62.) | | Dänemark |
| BR Deutschland                                                            | Eder (48.), Jakobs (51.) | Arnesen (36.) | Dänemark |
| BR Deutschland                                                            | Arnesen (88.) | | Dänemark |
| 3. Spieltag                                                               | | |          |
| Freitag, 13. Juni 1986 um 12:00 Uhr in Querétaro (Estadio La Corregidora) | | |          |
| Zuschauer: 36.000                                                         | | |          |
| Schiedsrichter: Alexis Ponnet ( Belgien)                                  | | |          |
| Spielbericht                                                              | | |          |

## Uruguay – Schottland 0:0
| Uruguay                                                                 | Uruguay | Schottland | Schottland |
| ----------------------------------------------------------------------- | --- | --- | ---------- |
| Uruguay                                                                 | \| 3. Spieltag \| \| Freitag, 13. Juni 1986 um 12:00 Uhr in Nezahualcóyotl (Estadio Neza 86) \| \| Zuschauer: 20.000 \| \| Schiedsrichter: Joël Quiniou ( Frankreich) \| \| Spielbericht \|                                                              | \| 3. Spieltag \| \| Freitag, 13. Juni 1986 um 12:00 Uhr in Nezahualcóyotl (Estadio Neza 86) \| \| Zuschauer: 20.000 \| \| Schiedsrichter: Joël Quiniou ( Frankreich) \| \| Spielbericht \|                                           | Schottland |
| Uruguay                                                                 | Fernando Álvez – Eduardo Acevedo – Víctor Diogo, Nelson Gutiérrez, José Batista – Venancio Ramos (70. Mario Saralegui), Jorge Barrios , Sergio Santín, Darío Pereyra, Wilmar Cabrera – Enzo Francescoli (84. Antonio Alzamendi) Cheftrainer: Omar Borrás | Jim Leighton – Richard Gough, Willie Miller , David Narey, Arthur Albiston – Gordon Strachan, Roy Aitken, Paul McStay, Steve Nicol (70. Davie Cooper) – Graeme Sharp, Paul Sturrock (70. Charlie Nicholas) Cheftrainer: Alex Ferguson | Schottland |
| Uruguay                                                                 | Cabrera (32.), Diogo (72.), Álvez (87.) | Narey (48.), Nicol (62.) | Schottland |
| Uruguay                                                                 | Batista (1.) | | Schottland |
| 3. Spieltag                                                             | | |            |
| Freitag, 13. Juni 1986 um 12:00 Uhr in Nezahualcóyotl (Estadio Neza 86) | | |            |
| Zuschauer: 20.000                                                       | | |            |
| Schiedsrichter: Joël Quiniou ( Frankreich)                              | | |            |
| Spielbericht                                                            | | |            |